# موزه پوشاک و زیورآلات کرمانشاه
موزه پوشاک و زیور آلات کرمانشاه نام موزه‌ای در شهر کرمانشاه است که در عباسیه تکیه معاون‌الملک قرار دارد. این موزه در سال ۱۳۸۳ تأسیس شده‌است.

## نگارخانه

پاوه، جوانرود، ثلاث باباجانی
لباس مردم سنجابی و گوران
لباس مردم گیلان غرب
لباس مردم هرسین
لباس مردهای قصرشیرین
لباس زن‌های قصرشیرین
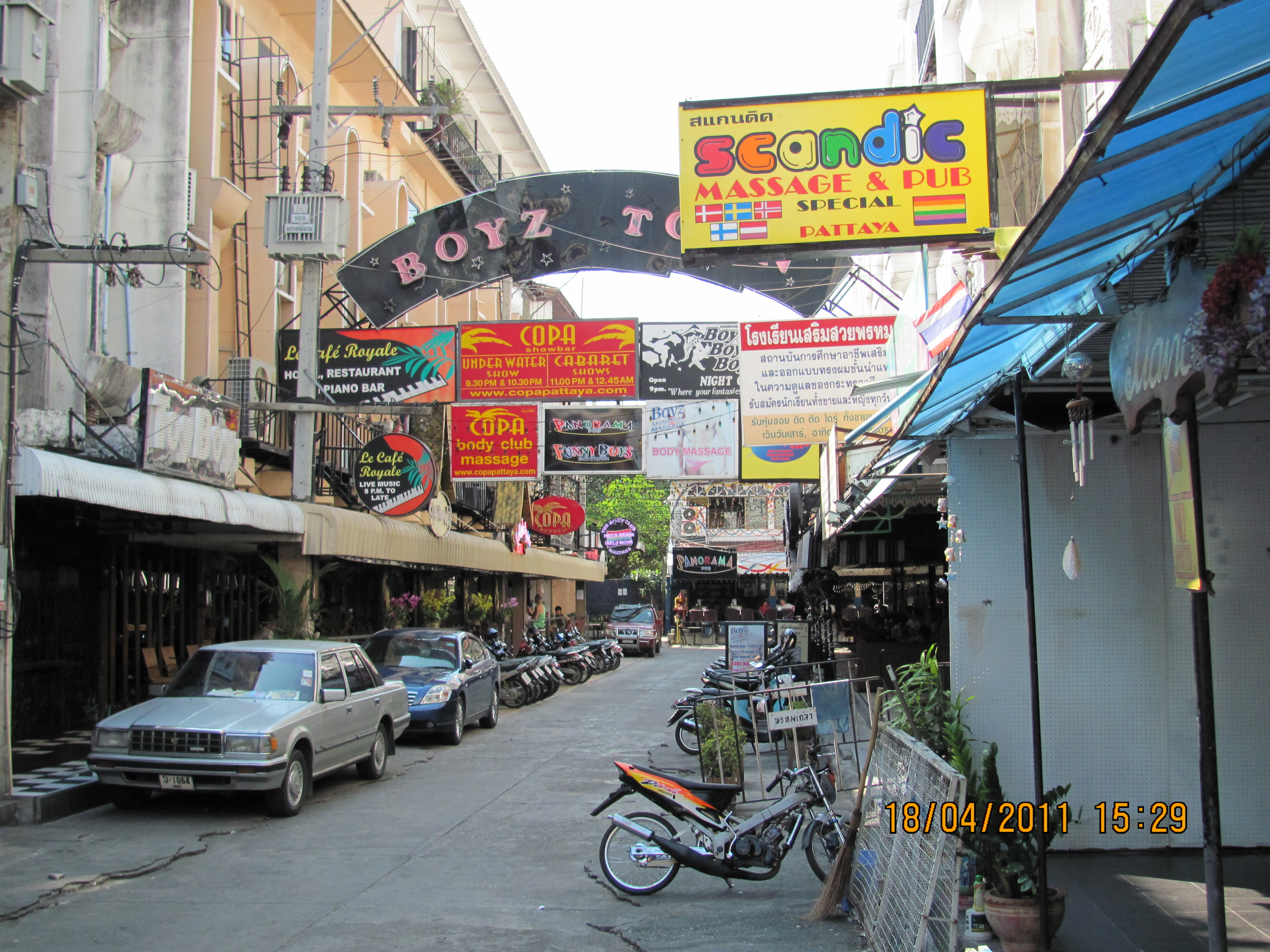